# جوليان فاغان
جوليان فاغان (بالإنجليزية: Julian Fagan)‏ هو لاعب كرة قدم أمريكية أمريكي، ولد في 21 فبراير 1948 في لاوريل في الولايات المتحدة.

## وصلات خارجية
- جوليان فاغان على موقع مرجع كرة القدم المحترفة.كوم (الإنجليزية)